# César Muñiz Fernández
César Muñiz Fernández (Brussel, 18 mei 1970) is een Spaans voormalig voetbalscheidsrechter. Hij was in dienst van FIFA en UEFA tussen 2007 en 2014. Ook leidde hij van 2000 tot 2014 wedstrijden in de Primera División.
Op 10 september 2000 leidde Muñiz Fernández zijn eerste wedstrijd in de Spaanse nationale competitie. Tijdens het duel tussen Osasuna en Celta de Vigo (0–2) trok de leidsman driemaal de gele kaart. In Europees verband debuteerde hij tijdens een wedstrijd tussen Oțelul Galați en Trabzonspor in de derde ronde van de Intertoto Cup; het eindigde in 2–1 voor de thuisploeg en Muñiz Fernández gaf zes gele kaarten, waarvan twee aan dezelfde speler, die het veld dus moest verlaten. Ook trok hij nog eenmaal een rode kaart. Zijn eerste interland floot hij op 6 februari 2008, toen Kroatië met 0–3 verloor van Nederland door doelpunten van John Heitinga, Klaas-Jan Huntelaar en Jan Vennegoor of Hesselink. Tijdens dit duel gaf Muñiz Fernández gele kaarten aan de Kroaten Vedran Ćorluka, Darijo Srna en Robert Kovač en aan de Nederlanders Heitinga, Huntelaar en Demy de Zeeuw.

## Interlands
| Datum             | Plaats                        | Wedstrijd           | Uitslag | Competitie           | Kreeg geel | Kreeg voor de tweede keer geel en dus rood | Weggestuurd |
| ----------------- | ----------------------------- | ------------------- | ------- | -------------------- | ---------- | ------------------------------------------ | ----------- |
| 6 februari 2008   | Split, Kroatië                | Kroatië – Nederland | 0 – 3   | Vriendschappelijk    | 6          | 0                                          | 0           |
| 10 september 2008 | Chisinau, Moldavië            | Moldavië – Israël   | 1 – 2   | WK 2010 kwalificatie | 3          | 0                                          | 1           |
| 12 oktober 2010   | Kopenhagen, Denemarken        | Denemarken – Cyprus | 2 – 0   | EK 2012 kwalificatie | 2          | 0                                          | 0           |
| 4 september 2011  | Cornellà de Llobregat, Spanje | Mexico – Chili      | 1 – 0   | Vriendschappelijk    | 1          | 0                                          | 0           |
| 15 november 2011  | Saint-Denis, Frankrijk        | Frankrijk – België  | 0 – 0   | Vriendschappelijk    | 4          | 0                                          | 0           |
| 15 augustus 2012  | Loulé, Portugal               | Portugal – Panama   | 2 – 0   | Vriendschappelijk    | 4          | 0                                          | 1           |